# Crescente Dourado

Mapa mostrando as regiões de produção de heroína.

O Crescente Dourado é uma das duas principais áreas de produção ilícita de ópio da Ásia (sendo a outra o Triângulo Dourado), localizado no cruzamento da Ásia Central, Meridional e Ocidental. Neste espaço se sobrepõe três nações - Afeganistão, Irã e Paquistão - cuja periferia montanhosa definem o Crescente, embora apenas o Afeganistão e o Paquistão produzem ópio, com o Irã sendo uma rota de consumo e de transporte dos opiáceos contrabandeados.
As estimativas do Escritório das Nações Unidas sobre Drogas e Crime (UNODC) da produção de heroína nos últimos 10 anos mostram mudanças significativas nas áreas de origem primária. A produção de heroína no Sudeste da Ásia diminuiu drasticamente, enquanto a produção de heroína no Sudoeste Asiático expandiu. Em 1991, o Afeganistão tornou-se o produtor primário de ópio do mundo, com uma produção de 1,782 toneladas (estimativas do Departamento de Estado dos EUA), superando Myanmar, anteriormente o líder mundial na produção de ópio. A diminuição da produção de heroína em Mianmar é o resultado de vários anos de condições de cultivo desfavoráveis e novas políticas governamentais de erradicação forçada. A produção de heroína no Afeganistão aumentou durante o mesmo período, com uma diminuição notável em 2001, supostamente como resultado da fatwa do Taliban contra a produção de heroína. O Afeganistão produz hoje mais de 90% do ópio de grau não-farmacêutico do mundo. Além de opiáceos, o Afeganistão também é o maior produtor mundial de haxixe.